# Ружица Васић
Ружица Васић (Крагујевац, 1976) српски је књижевник и драмски писац.

## Биографија
Дипломирала је драматургију на Факултету драмских умејтности у Цетињу.
Она је радила као сценариста-сарадник на серији Мала историја Србије и на радио драми Радио Београда Кратка беседа о Зарићу и пчелама, поводом седамдесет година ослобођења Београда.
Живи и ради у Будви.

## Награде
- Победила на конкурсу за прву књигу едиције Првенац Студентског културног центра у Крагујевцу[2]
- Награда на конкурсу Књажевско српског театра Крагујевац у памћењу и изван памћења за драму Хладњача за сладолед[2]

## Дела
- Хладњача за сладолед, 2013.[4][5]
- Интимна представа[6]
- Домодржница[3][7]
- Трошење усана на речи
- Фармагонија, 2014